# ジェリー・コスビー
ジェリー・コスビー（英語: Gerry Cosby、1909年5月15日 – 1996年11月26日) は、アメリカ合衆国マサチューセッツ州Roxbury生まれの元アイスホッケー選手、実業家。同名のファッションブランドも展開している。 

## 経歴
マサチューセッツ・レンジャースのゴールテンダーとしてプレーした。このチームは1933年アイスホッケー世界選手権でアメリカ合衆国代表として出場し優勝を果たした。彼の傑出した活躍（5試合で1失点）はアメリカ合衆国代表初のアイスホッケー世界選手権で金メダル獲得に導いた。
1930年代後半、イースタン・ホッケー・リーグのニューヨーク・ローバーズでプレーした。その後、彼はナショナルホッケーリーグ(NHL)のニューヨーク・レンジャース、ニューヨーク・アメリカンズ、そしてボストン・ブルーインズの練習用ゴールテンダーを務めた。
1935年、イングランドのウェンブリー・ライオンズのゴールテンダーを務めた。最終的にMVPを受賞した。
1936年にオリンピックのアメリカ合衆国代表に加わるよう誘われたが、受け入れなかった。
1938年にプラハで開催された1938年アイスホッケー世界選手権のアメリカ合衆国代表に選出された。チェコスロバキアとの試合の結果、アメリカ合衆国は7位に終わった。
1938年、兄弟のジョンとともにスポーツグッズとスポーツ用品の会社Gerry Cosby & Co.,を設立し、成功を収めることとなった。 本社はニューヨークのマディソン・スクエア・ガーデンに置かれた。この会社はアイスホッケー用品を北アメリカ中のプロとアマチュアのチームに供給した。
1997年に国際アイスホッケー殿堂入りを果たした。

## 詳細情報

### 代表歴
- 1933年アイスホッケー世界選手権アメリカ合衆国代表
- 1938年アイスホッケー世界選手権アメリカ合衆国代表